# Erythrodiplax corallina
Erythrodiplax corallina – gatunek ważki z rodziny ważkowatych (Libellulidae). Występuje na terenie Ameryki Południowej.